# 1736

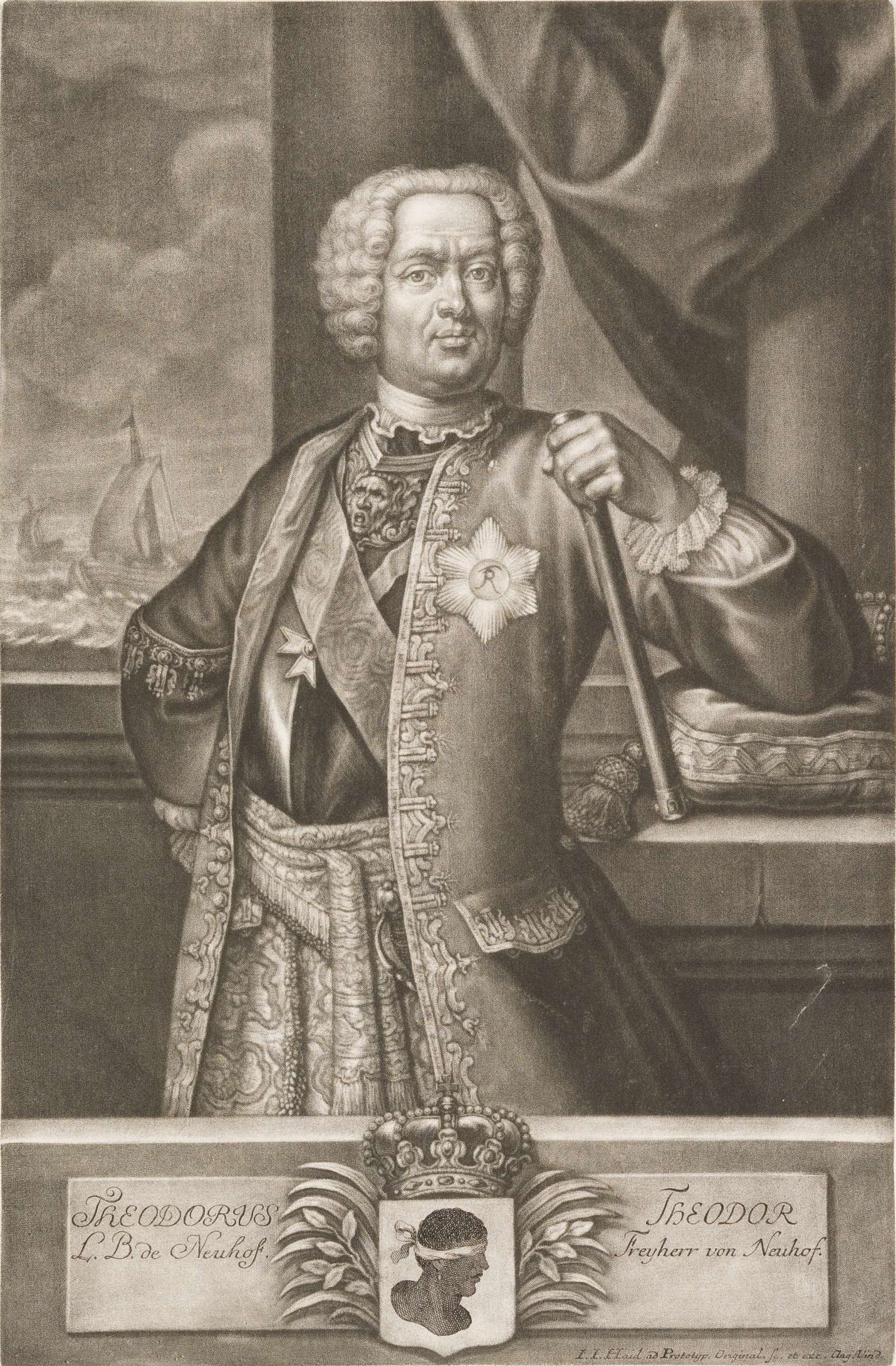
Theodor von Neuhoff (1694 - 1756)

Het jaar 1736 is het 36e jaar in de 18e eeuw volgens de christelijke jaartelling.

## Gebeurtenissen
februari
- 12 - Maria Theresia van Oostenrijk trouwt met Frans I Stefan, de hertog van Lotharingen.

maart
- 12 - De Duitse avonturier Theodor von Neuhoff landt met een groep geestverwanten bij Aléria met een scheepslading wapens en munitie voor de Corsicaanse vrijheidsstrijders.

april
- 15 - Theodor von Neuhoff roept zichzelf uit tot koning van Corsica en resideert met zijn hofhouding in het bisschoppelijk paleis van Cervione. Tijdens zijn regeerperiode probeert hij de onder Genuees bestuur staande steden Porto-Vecchio en Sartène te veroveren.

mei
- 4 - In een geheim verdrag wordt geregeld dat de bruidegom van de Habsburgse aartshertogin Maria Theresia zijn rechten op het hertogdom Lotharingen zal afstaan aan ex-koning van Polen Stanislaus Leszczyński. In ruil zal hij het groothertogdom Toscane krijgen.

juli
- 23 - Gustaaf Willem van Imhoff wordt benoemd tot gouverneur-generaal van Nederlands Ceylon.

september
- 13 - Tsjeljabinsk wordt gevestigd in de Oeral als militaire vesting op de plaats van een bestaande Basjkierse stad.

november
- 5 - Theodore I van Corsica vlucht van het eiland na een regering van zeven maanden. Hij vestigt zich in Londen, Corsica komt weer onder Genuese controle.

zonder datum
- van het dorp West-Vlieland (Westeynde), worden de laatste twee huizen ontruimd na tientallen jaren van overstromingen en pogingen tot wederopbouw.

## Muziek
- Pietro Locatelli componeert 6 triosonates, Opus 5

## Beeldende kunst

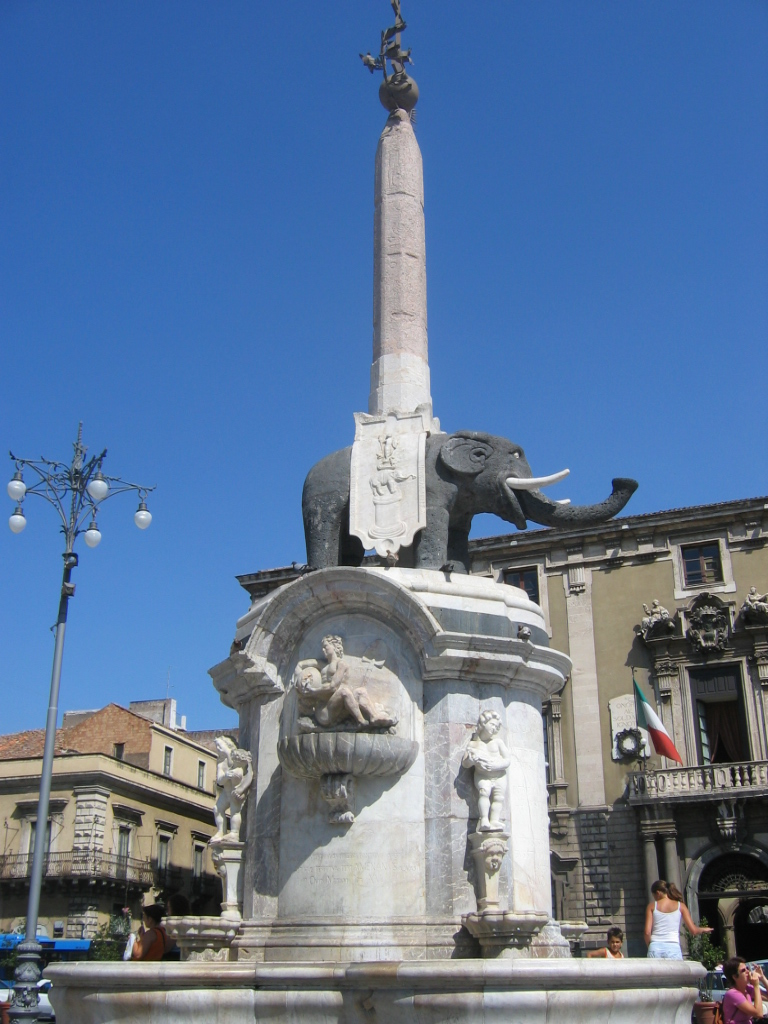
Fontana dell' Elefante, Catania, Italië (1736), Giovanni Battista Vaccarini

## Bouwkunst

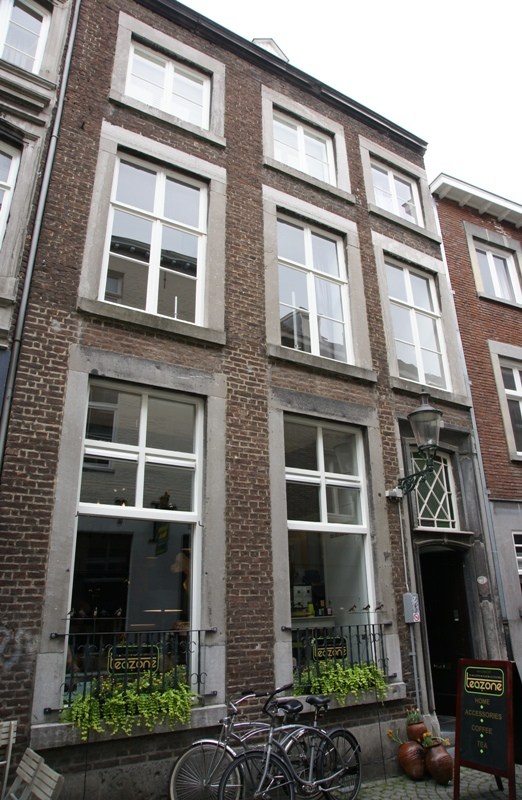
Woonhuis, Maastricht (1736)

## Geboren
januari
- 19 - James Watt, Schots uitvinder van de stoommachine (overleden 1819)

februari
- 3 - Johann Albrechtsberger, Oostenrijks organist, componist en theoreticus (overleden 1809)

juni
- 14 - Charles-Augustin de Coulomb, Frans natuurkundige (overleden 1806)

oktober
- 19 - Johannes Stephanus Strümphler, Nederlands orgelbouwer (overleden 1807)

oktober
- 27 - James Macpherson, Schots dichter (overleden 1796)

## Overleden
januari
- 7 - Česlav Vaňura (41), Tsjechisch componist

maart
- 16 - Giovanni Battista Pergolesi (26), Italiaans componist, violist en organist

april
- 24 - Eugenius van Savoye (72), Frans-Oostenrijks generaal

juli
- 25 - Jean-Baptiste Pater (40), Frans kunstschilder

september
- 16 - Gabriel Fahrenheit (50), Duits natuurkundige